# پارک ملی ارابوکو
پارک ملی ارابوکو (به لاتین: Arabuko Sokoke National Park) یک پارک ملی در کنیا است.